# ComfortJet
ComfortJet je netrakční jednotka Českých drah (ČD) vyrobená společnostmi Siemens Mobility a Škoda Transportation. Soupravy vycházejí z podobného konceptu jako dříve vyráběné soupravy Railjet (rychlovlaky provozované u ÖBB a ČD) a InterJet (netrakční jednotky Českých drah bez řídicího vozu). Soupravy byly uvedeny do provozu v červnu roku 2024 za účelem redukce starších osobních vozů na spojích EuroCity a InterCity Českých drah, převážně na dálkových vlacích Berliner a na některých spojích vlaků Ostravan. Soupravy ComfortJet jsou zpravidla taženy lokomotivami Siemens Vectron, které jsou Českým drahám pronajaty leasingovou společností.[zdroj?]

## Historie
12. dubna 2021 vyhrálo konsorcium společností Siemens Mobility a Škoda Transportation soutěž o rámcovou smlouvu na dodávku 180 nových vozů. Siemens dodá vozy a podvozky. Škoda Transportation je zodpovědná za vnitřní vybavení.[zdroj?]
České dráhy podepsaly 1. března 2022 smlouvu se společností Siemens Mobility na nákup 50 vícesystémových elektrických lokomotiv Siemens Vectron s maximální provozní rychlostí 230 km/h. S těmito lokomotivami budou provozovány jednotky ComfortJet. České dráhy byly první, kdo si objednal variantu lokomotivy s rychlostí 230 km/h.[zdroj?]
Do pravidelného provozu s cestujícími byly tyto jednotky nasazeny od 12. června 2024, avšak ještě bez řídicího a restauračního vozu. Ve stejném období probíhaly zkušební jízdy se všemi typy vozů v Česku i zahraničí.
Od 18. dubna 2025 začaly jednotky jezdit v kompletním devítivozovém provedení i s restauračním a řídicím vozem na vlacích IC 510, 512, 515 a 517 „Ostravan“ mezi Ostravskem a Prahou, pár IC 512/515 pokračoval až do/z Františkových Lázní.

## Vybavení
ComfortJet se skládá z devíti vozů, které jsou trvale vzduchotěsně spojeny. Na jednom konci vlaku je připojena lokomotiva a na druhém řídicí vůz. Stejně jako u jeho předchůdce Railjet lze vlakovou soupravu doplnit o další vozy.[zdroj?]
V kompletní soupravě se nachází celkem šest řad vozů: řídicí vůz Afmpz, vložený vůz Ampz, vůz s restauračním oddílem BRmpz, vložený víceúčelový vůz Bbmpz, vložený vůz Bmpz a koncový vůz Bdmpz. Devítivozová souprava je pak sestavena ze čtyř vozů Bmpz a po jednom voze ostatních řad.

## Nasazení
- Od 29. září 2024 Praha hl. n. – Ústí nad Labem hl. n. – Dresden Hbf – Berlin Hbf – Hamburg Hbf (–Københavns Hovedbanegård)
- 19. září 2024 Praha hl. n. – Olomouc hl. n. – Ostrava hl. n. – Warszawa Wschodnia
- 8. června – 13. prosince 2024 Praha hl. n. – Olomouc hl. n. – Ostrava hl. n. – Bohumín
- 28. listopadu – 13. prosince 2024 R19 Praha hl. n. — Pardubice hl. n. – Česká Třebová – Blansko – Brno hl. n.
- R10 (vlaky R 954 v 1-5 a R 957 1-4, 7) Praha hl.n. — Nymburk hl.n. — Poděbrady — Chlumec nad Cidlinou — Hradec Králové hl.n.

## Plánované trasy
České dráhy plánovaly nasazení vlaků na tyto spoje:
- Praha hl. n. – Olomouc hl. n. – Ostrava hl. n.
- Praha hl. n. – Ústí nad Labem hl. n. – Dresden Hbf – Berlin Hbf – Hamburg Hbf (–Københavns Hovedbanegård)
- Praha hl. n. – Brno hl. n. – Wien Hbf – Graz Hbf (– Villach Hbf)
- Praha hl. n. – Brno hl. n. – Bratislava hlavná stanica – Budapest-Nyugati pályaudvar